# Kulturbüro Sachsen
Das Kulturbüro Sachsen e.V. setzt sich gegen rechtsextremistischen Strukturen und für eine aktive demokratische Zivilgesellschaft im Freistaat Sachsen ein. Dafür berät und begleitet das Kulturbüro lokale Vereine, Jugendinitiativen, Kirchgemeinden, Netzwerke wie auch Verwaltungen, Kommunalparlamente und andere Akteure der Zivilgesellschaft bei ihrem Engagement.
Das Kulturbüro Sachsen e.V. wurde 2001 gegründet. In Projekten stellen Mitarbeiter Methoden und Inhalte zur Verfügung, die bürgerschaftliches Engagement und konkretes Handlungswissen gegen Rechtsextremismus stärken und damit eine demokratische Alltagskultur in sächsischen Kommunen und Landkreisen verankern möchte.
Als Werkzeug kommt ein interdisziplinären Projektteam mit Berufserfahrung aus den verschiedensten Bereichen (Sozialpädagogik, Soziologie, Kultur-, Politik- und Geschichtswissenschaft etc.) zum Einsatz. Begleitet werden Projekte in Sachsen mit dem Ziel der Beteiligung der Bürger, soziokulturelle Arbeit und politische Bildung; immer mit dem Ziel, demokratische Strukturen zu entwickeln und zu unterstützen. Grundlage der Arbeit des Kulturbüro Sachsen e.V. ist das Prinzip der Ermächtigung (Empowerment).

## Struktur
Neben der institutionellen Förderung von Projekten in Sachsen betreibt das Kulturbüro ein „Mobiles Beratungsteam“ und verschiedene Regionalbüros im Freistaat. Die Geschäftsstelle befindet sich in Dresden. Derzeit gliedert sich die Arbeit in die Bereiche:
- Mobile Beratung
- Fachstelle Jugendhilfe
- Empowerment und Gemeinwesenarbeit
- Fachstelle Asyl und Migration
- Fachstelle Bildungsangebote

Im Vorstand des Kulturbüro Sachsen e.V. sind Matthias Klemm, Johanna Stoll und Achim Wesjohann.